# Gene Kelly
Eugene Joseph Curran (Pittsburgh, 23 d'agost de 1912 - Beverly Hills, 2 de febrer de 1996), més conegut com a Gene Kelly, va ser un actor, cantant, ballarí, director i coreògraf estatunidenc.
És considerat un dels principals actors de la segona època daurada del musical produït per la Metro-Goldwyn-Mayer, juntament amb Stanley Donen, Judy Garland o Vincente Minnelli, que el va dirigir en la mítica Un americà a París (1952), en què comparteix cartell amb Leslie Caron i interpreta un pintor bohemi que viu a París. Per aquesta actuació, va rebre un Oscar honorífic en reconeixement de la seva versatilitat i per la seva aportació al gènere del musical.

## Biografia
Gene Kelly (Eugeni Kelly) va néixer en un dels barris de treballadors de Pittsburgh (Pennsilvània), en el si d'una família obrera. El seu pare era venedor de fonògrafs i la seva mare, Harriet, va ser l'encarregada que Gene i el seu germà s'interessessin pel món de la dansa. Ella mateixa va propulsar la formació del grup "The Five Kellys", compost pels cinc germans. Després de desfer-se el grup, ell i el seu germà Fred van continuar ballant i preparant enèrgiques coreografies amb el nom de "The Kelly brothers". Quan la depressió econòmica va sacsejar els Estats Units, Kelly va començar a treballar en diversos oficis, entre els quals fer classes de ball, per acabar de tirar endavant la seva família.

### Carrera cinematogràfica
El seu nom està escrit amb lletres d'or al costat dels de Frank Sinatra, Judy Garland, Stanley Donen o Vincente Minnelli, dins dels annals de la història del cinema musical. La seva enorme personalitat, la intel·ligència de les seves coreografies, l'agilitat i l'entusiasme de què va dotar els seus personatges o l'endiablat ritme d'alguns dels seus balls el van catapultar a la fama dintre del període més daurat del gènere.
Així, en els seus començaments i amb la ferma decisió de convertir-se en una figura del ball, Gene va viatjar a Nova York i, en poc de temps, va aconseguir un gran èxit. El 1938 va aconseguir debutar a Broadway, arribant a un gran ressò amb el musical Pal Joey (1940), obra amb la qual va cridar l'atenció del famós productor David O. Selznick. Més tard, al costat de la seva dona Betsey Blair i de Stanley Donen, que aviat es convertiria en el seu amic, va marxar a Hollywood a provar sort. Finalment, Kelly va signar un contracte amb Selznick, però, dissortadament, aquest no estava interessat a produir musicals i va pensar que Kelly podria convertir-se en un gran actor dramàtic, deixant a banda la seva carrera de ballarí. No obstant això, Gene no estava gaire entusiasmat amb la idea, raó per la qual va rebre de grat l'oferta de la Metro-Goldwyn-Mayer (MGM) de protagonitzar, al costat de Judy Garland, Per mi i per la meva noia, dirigits pel coreògraf i director Bubsy Berkeley (El carrer 42). La pel·lícula va rebre molt bones crítiques, i va fer que Gene es convertís en el centre de l'atenció de Hollywood.

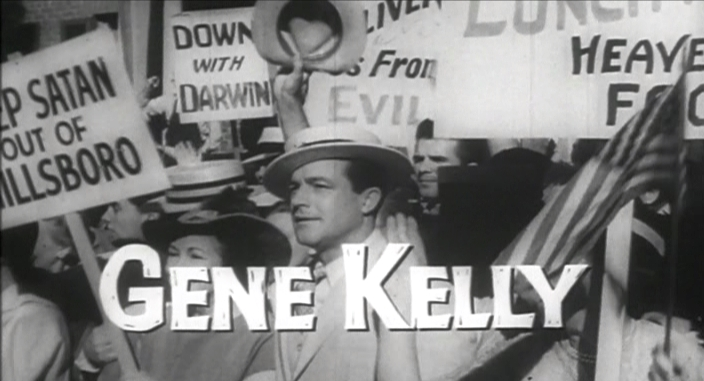
Gene Kelly en L'herència del vent, 1960

Després de Per mi i per la meva noia, va realitzar una sèrie de pel·lícules amb la MGM, però no va ser fins al 1944, després de protagonitzar Les models, de Charles Vidor (produïda per Columbia i protagonitzada també per Rita Hayworth), quan van comprar el contracte de Kelly a Selznick. Aquesta pel·lícula va resultar ser un gran èxit i l'actor es va convertir en una gran font d'ingressos per a l'empresa. Les coses li anaven bé fins que Pearl Harbor va ser bombardejada i Gene va decidir allistar-se i lluitar pel seu país. Encara que al principi no li ho van permetre, entre 1944 i 1946 va combatre en la Segona Guerra Mundial.
A la tornada del front, va revitalitzar la seva popularitat en pel·lícules com ara Llevant ancores (1945, George Sidney), en el seu primer film mític al costat de Frank Sinatra; Ziegfield follies de Vincente Minnelli, de nou amb Judy Garland i coincidint també amb Fred Astaire i Lucille Ball; El pirata 1948, de Vincente Minnelli, clàssic del cinema musical no estrenat a Espanya fins a 1974, en el qual compartia cartell amb Judy Garland de nou) i Els tres mosqueters, 1948, sota el guiatge de George Sidney). En aquesta última, tot un èxit en el seu moment, va estar acompanyat per June Allyson, Lana Turner i Van Heflin.
Només quan es va estrenar Un dia a Nova York va arribar una fama que mai abans havia conegut. Aquest va ser el seu debut com a director al costat de Donen, i la va protagonitzar amb Frank Sinatra i Vera Ellen. Va ser tal l'èxit obtingut, que la pel·lícula ha marcat història en el cinema musical. L'estudi va veure que era un gran professional i va decidir donar-li major llibertat a l'hora de posar en pràctica les seves idees. Aquesta llibertat va ser la que va fer possible que es realitzessin els dos musicals més recordats de tots els temps: Un americà a París, 1951, de Vincente Minnelli, va ser la pel·lícula que va elevar Kelly al rang de superestrella. Va ser un dels majors èxits de l'any, i arribà a aconseguir sis premis Oscar de l'Acadèmia, entre els quals destaquen el de millor pel·lícula, i un honorífic per la versatilitat de Gene com a actor, cantant, ballarí, director, coreògraf i, més concretament, per la seva aportació al gènere del musical.
A l'any següent, el 1952, Kelly va tornar a fer història amb Cantant sota la pluja, al costat de Donald O'Connor i Debbie Reynolds. Encara que en l'actualitat és considerada com una de les millors pel·lícules de la història, en aquells anys es va veure eclipsada per l'èxit de la seva predecessora. El 1954, va continuar la seva fructífera col·laboració amb Vincente Minnelli en un film no gaire ben valorat en el seu moment, però que s'ha anat revalorant: Brigadoon. It's always fair weather (1955), espècie de continuació en un to de melodrama nostàlgic i amarg de la citada Un dia a Nova York, també va resultar molt lloada per la premsa i pel públic. El 1956, va rodar un dels seus projectes més ambiciosos: Invitació a la dansa, en la qual s'inclou un cèlebre número musical al costat del personatge d'animació Jerry (de Tom i Jerry).
Després d'aquesta gran onada d'èxits, la carrera de Kelly va començar a declinar i a perdre l'esplendor que havia aconseguit. Apartat ja del musical, el 1960 va realitzar una de les seves millors interpretacions enmig d'un impressionant duel interpretatiu entre els llegendaris Spencer Tracy i Fredric March en el film L'herència del vent de Stanley Kramer. Tant la seva vida professional com la personal es trobaven en un moment molt difícil. El seu matrimoni de quinze anys amb Betsy Blair (Carrer major) va acabar a causa de la relació que estava mantenint Kelly amb la dona del seu amic Stanley Donen. Aquesta relació es va formalitzar el 1960 quan l'actor i l'exdona de Donen es van casar. D'aquesta relació van néixer dos fills.
Després d'uns anys d'aparent oblit, va recuperar la fama quan va dirigir Barbra Streisand i Louis Armstrong en Hello, Dolly! (1969), així com James Stewart i Henry Fonda en El club social de Cheyenne, 1970). No obstant això, quan Gene estava començant a aconseguir millors pel·lícules i millors papers, a la seva dona li van diagnosticar càncer, malaltia per la qual va morir el 1973. Vidu i amb dos fills, va decidir dedicar-se a ells i, a partir d'aquest moment, va rebutjar tots aquells projectes que podrien portar-lo lluny de Los Angeles durant un llarg període. Hollywood, Hollywood (1976) va ser segurament el seu últim film ressenyable.
Durant la següent dècada, Gene va tenir algunes intervencions en televisió i, ocasionalment, acceptava algun treball com a director. El 1980, va fer la seva última aparició en un musical, però, malauradament, Xanadu va resultar tot un fracàs. El 1985, va rebre el premi de l'American Film Institute en homenatge a tota la seva carrera professional, entre molts altres premis.
Gene Kelly va morir el 2 de febrer de 1996 per complicacions de dues apoplexies sofertes en juliol de 1994 i febrer de 1995. Les seves restes reposen al cementiri Westwood Village Memorial Park de Los Angeles, Califòrnia.

## Filmografia[11]
Com a actor
- Per mi i la meva noia (1942) (també coreògraf)
- Pilot no. 5 (1943)
- Du Barry Was a Lady (1943) (també coreògraf)
- Thousands Cheer (1943) (també coreògraf)
- The Cross of Lorraine (1943)
- Les models (1944) (també coreògraf)
- Christmas Holiday (1944)
- Lleveu àncores! (Anchors Aweigh) (1945) (també coreògraf)
- Ziegfeld Follies (1946) (també coreògraf)
- Living in a Big Way (1947) (també coreògraf)
- El pirata (1948) (també coreògraf)
- Els tres mosqueters (The Three Musketeers) (1948) (també coreògraf en seqüència d'acció)
- Words and Music (1948) (també coreògraf)
- Take Me Out to the Ball Game (1949) (també coreògraf)
- Un dia a Nova York (1949) (també coreògraf i codirector)
- Black Hand (1950)
- Summer Stock (1950) (també coreògraf)
- Un americà a París (An American in Paris) (1951) (també coreògraf)
- It's a Big Country (1951)
- Council of Europe (1952)
- Love Is Better Than Ever (1952)
- Cantant sota la pluja (1952) (també coreògraf i codirector)
- The Devil Makes Three (1952)
- Brigadoon (1954) (també coreògraf)
- Seagulls Over Sorrento (1954) (també coneguda com a Crest of the Wave)
- Deep in My Heart (1954) (també coreògraf)
- 1955 Motion Picture Theatre Celebration (1955)
- Sempre fa bon temps (1955) (també coreògraf)
- The Magic Lamp (1956) (veu)
- Invitation to the Dance (1956) (també coreògraf)
- The Happy Road (1957)
- Les Girls (1957) (també coreògraf)
- Marjorie Morningstar (1958)
- L'herència del vent (1960)
- Let's Make Love (1960) (també coreògraf)
- What a Way to Go! (1964) (també coreògraf)
- Les senyoretes de Rochefort (Les Demoiselles de Rochefort)(1966)
- Forty Carats (1973)
- Just One More Time (1974)
- Això és l'espectacle (That's Entertainment!) (1974)
- The Lion Roars Again (1975)
- hat's Entertainment, Part II (1976) (també coreògraf)
- Viva Knievel! (1977)
- Xanadu (1980) (també coreògraf)
- Reporters (1981) (documental)
- That's Dancing! (1985) (també productor executiu)
- The Young Girls Turn 25 (1993) (documental)
- That's Entertainment! III (1994)

Com a director
- Un dia a Nova York (1949) (amb Stanley Donen)
- Un americà a París (1951) (director de les seqüències d'introducció de Leslie Caron)
- Cantant sota la pluja (1952) (amb Stanley Donen)
- It's Always Fair Weather (1955) (amb Stanley Donen)
- Invitation to the Dance (1956)
- The Happy Road (1957) (també productor)
- The Tunnel of Love (1958)
- Gigot (1962)
- A Guide for the Married Man (1967)
- Hello, Dolly! (1969)
- El club social de Cheyenne (1970) (també productor)
- Això és l'espectacle (II) (That's Entertainment, Part II) (1976) (director de noves seqüències)

### Teatre
- Leave It to Me! (1938)
- One for the Money (1939)
- The Time of Your Life (1939)
- The Time of Your Life (1940)
- al Joey (1940)
- Best Foot Forward (1941)
- Flower Drum Song (1958)
- Coquelico (1979)

### Televisió
- Dancing: A Man's Game, emès en Omnibus el 21 de desembre de 1958
- Going My Way (1962-1963)
- Gene Kelly: New York, New York (1965)
- Jack and the Beanstalk (1967)
- The Funny Side (1971)
- Frank Sinatra: Ol' Blue Eyes is Back (1973)
- Gene Kelly: An American in Pasadena (1978)
- North and South (1985)
- Sins (1986)

## Premis i nominacions

### Premis
- 1952: Oscar honorífic per la seva versatilitat com a actor, cantant, director, ballarí, i especialment pels seus assoliments en l'art de la coreografia en el cinema
- 1956: Os d'Or per Invitation to the Dance
- 1967: Primetime Emmy al millor programa infantil per Jack and the Beanstalk
- 1981: Premi Cecil B. DeMille

### Nominacions
- 1946: Oscar al millor actor per Lleveu àncores!
- 1952: Globus d'Or al millor actor musical o còmic per Un americà a París
- 1959: Primetime Emmy a la millor coreografia per televisió per Omnibus
- 1966: Primetime Emmy als assoliments individuals especials per The Julie Andrews Show
- 1970: Globus d'Or al millor director per Hello, Dolly!